# Lost Girl
Lost Girl è una serie televisiva canadese trasmessa dal 12 settembre 2010 al 25 ottobre 2015 sul canale Showcase.
Sviluppata e prodotta dalla Prodigy Pictures, segue la vita di una succuba di nome Bo, impersonata da Anna Silk, che cerca di relazionarsi con gli altri della sua specie, di gestire i propri bisogni, aiutare chi ha bisogno e scoprire il proprio passato con l'aiuto di nuovi amici.
Il 28 febbraio 2013 la serie è stata rinnovata per una quarta stagione. Il 25 agosto 2014 la serie è stata rinnovata per una quinta e ultima stagione.

## Trama
(Bo nella sigla della serie)

### Prima stagione
Bo è una Succube cresciuta in una famiglia umana adottiva, ignara della sua natura non umana e del mondo Fae da cui discende. Ha iniziato a sentirsi "diversa" quando è entrata nella pubertà e non sapeva di non essere normale finché non ha ucciso accidentalmente il suo ragazzo del liceo prosciugando la sua energia vitale durante il suo primo incontro sessuale. Quando raccontò ai suoi genitori cosa era successo, loro diedero a Bo la notizia che era stata adottata. Non sapendo cosa fosse e cosa avesse fatto, Bo odiava se stessa ed è scappata di casa, scambiando la sua vita precedente con una senza famiglia o amici, spostandosi da un posto all'altro e assumendo una falsa identità ogni volta che uccideva di nuovo.
Nel primo episodio, Bo salva una giovane donna umana, Kenzi, da uno stupratore che l'aveva drogata di nascosto con un roofie nel suo drink. I due diventano presto amiche e Kenzi decide che dovrebbero collaborare per creare un'agenzia investigativa Fae/Umana. Di fronte ai leader Fae del territorio locale con la richiesta di scegliere da che parte stare ("Luce" o "Oscurità") Bo si dichiara neutrale, decidendo invece di schierarsi con gli umani dopo che Kenzi ha rischiato la vita per scoprire dove Bo aveva stata preso la forza e cosa le stavano facendo.
La maggior parte dei Fae considerava Bo un'entità sconosciuta che avrebbe dovuto essere eliminata come rischio per la loro esistenza segreta o sfruttata a proprio vantaggio. Nel corso della stagione, Bo impara di più sul mondo dei Fae e su se stessa mentre cerca informazioni sulle sue origini. Lungo la strada, Bo sviluppa anche relazioni romantiche sia con Dyson, un lupo mannaro dei Fae della Luce che con un detective della polizia; e Lauren, una dottoressa e scienziata umana schiava dei Fae della Luce.

### Seconda stagione
Bo affronta sfide personali con Dyson dopo aver scoperto che Dyson ha preso la sua capacità di provare passione per lei in cambio di darle la forza di sconfiggere Aife nel finale della prima stagione; e con Lauren quando la loro relazione si complicò dopo che la Morrigan informò Bo in che Lauren aveva una ragazza. Nello stesso momento in cui sta affrontando questi disordini, un antico nemico malvagio e malvagio dei Fae, il Garuda, viene risvegliato e riappare con l'intento di distruggere la tregua tra i Fae della Luce e quelli dell'Oscurità e riaccendere la Grande Guerra tra loro. Il nuovo Ash, Lachlan, recluta Bo come suo campione nella battaglia contro i Garuda e lei accetta a condizione che lui la consideri una compagna, non una sua serva. Durante questo periodo frenetico, Bo sviluppa una relazione lussuriosa e senza vincoli con Ryan Lambert, un playboy di Fae dell'oscurità Loki che rimane involontariamente schiavo di lei quando, durante il sesso curativo con prelievo di energia, il suo sangue entra in circolo. Contatto con profondi graffi che gli fece sulla schiena. Bo impara che non solo è la nipote materna di Trick, ma deduce di aver ereditato alcuni dei suoi poteri da Eremita del Sangue: se il suo sangue entra in contatto con la ferita aperta di qualcuno, può schiavizzare e vincolare il ricevente alla sua volontà (lo stesso potere che le madre, Aife, creava schiavi maschi) e usa il potere del suo sangue per unire la sua squadra di Luce e Oscurità nella battaglia finale contro i Garuda.

### Terza stagione
Con la società dei Fae in subbuglio, Bo si ritrova ad affrontare ulteriori cambiamenti e sfide mentre l'ex alleato Hale diventa il ruolo di Ash, cercando di creare un nuovo equilibrio tra Luce e Oscurità nominando una Valchiria allineata con i Fae dell'Oscurità, Tamsin, come nuovo partner investigativo di Dyson. Nel frattempo, Tamsin è un agente segreto che lavora per due clienti separati: la Morrigan, che vuole costruire un caso contro Bo in modo che possa giustiziarla; e come mercenario per qualcuno che vuole intrappolare Bo. Le cose si complicano quando Kenzi viene rapita da un Kitsune impazzito che assume la sua identità e semina deliberatamente sfiducia nelle relazioni tra Bo e coloro che le sono più vicini, proprio mentre Bo deve prepararsi e affrontare un rito di passaggio evolutivo Fae che la costringe a esplorare il suo passato e il suo futuro. Il pericolo aumenta quando uno scienziato umano convince Lauren, scoraggiata, a unirsi a lui nella conduzione di ricerche scientifiche nel suo laboratorio privato, nascondendo nel contempo in modo ingannevole la sua intenzione di sfruttare la genetica Fae per se stesso con l'uso della sua esperienza. La terza stagione culmina con Bo che viene inghiottita dal fumo nero e scompare nel nulla, presumibilmente portata via dal suo misterioso e potente padre biologico (che potrebbe essere "Il Vagabondo" che ricorre durante l'arco narrativo della stagione).

### Quarta stagione
Mentre Kenzi, Hale e Dyson vivono tutti la loro vita, Bo non si trova da nessuna parte. Successivamente si realizza che si sono semplicemente dimenticati di Bo, poiché qualcuno li stava costringendo a farlo. Massimo ha dato a Kenzi poteri temporanei per apparire Fae. Bo finalmente si sveglia e si ritrova su un treno, e poi salta giù. Viene presentato un gruppo di Fae chiamato "Una Mens". Quando arriva a casa, si scopre che mentre Bo stessa non ha scelto consapevolmente da che parte stare, il suo sangue ha scelto l'Oscurità. Tamsin viene ritrovata rinata, da bambina, e cresce con Kenzi come sua pseudo-mamma. Massimo ruba a Bo e Kenzi nel tentativo di convincere Kenzi a pagarlo, e Bo scopre che non è Fae, ma umano. Rapisce anche Tamsin per acquisire i suoi capelli da Valchiria e, dopo essere stato sconfitto da Bo, insegue i capelli in un pozzo di lava, dove a quel punto si presume sia morto. Molti dei segreti e delle azioni passate di Trick vengono rivelati, incluso un legame con una vita passata di Tamsin e il fatto che abbia usato il suo sangue per "cancellare" qualcuno dall'esistenza. Tamsin lo scopre non prendendo l'anima di un uomo di nome Rainer Valhalla , è parte del motivo per cui è stato creato "The Wanderer". Bo riesce a tornare sul treno, dove finalmente incontra Rainer e lo riporta al Dal. Hale e Kenzi ammettono i loro sentimenti reciproci. Lauren, che ha lavorato con l'Oscurità, in qualche modo trasforma la Morrigan in umana. Viene presentata la madre di Kenzi e Hale tenta di fare la proposta. Massimo ritorna e, proteggendo Kenzi, Hale viene ucciso. Kenzi cerca di vendicarsi, ma viene fermato da Vex, che afferma di essere il tutore di Massimo. Si scopre che Evony è la madre di Massimo e lo ha dato a Vex anni fa quando era ragazzo. Bo scopre che non solo sta arrivando suo padre, ma che per chiudere il portale dovrà donare il suo cuore. Si scopre che quella è Kenzi, che si sacrifica. Si conclude con Bo che visita la tomba di Kenzi.

## Personaggi e interpreti
- Bo, interpretata da Anna Silk: Una Succube, può sedurre e manipolare sia gli umani che i Fae con il tocco della sua pelle; e ha il potere di assorbire la forza vitale (il "chi", o Qi) degli umani e dei Fae estraendolo dalla bocca. Si nutre e guarisce dall'assunzione orale di chi e dal chi assorbito dall'energia sessuale creata con maschi o femmine. All'inizio non poteva nutrirsi senza uccidere i suoi partner sessuali; ma con l'aiuto di Lauren Bo ha imparato a controllare il suo desiderio sessuale e i suoi poteri di attrazione del chi in modo da poter fare sesso sia con i Fae che con gli umani senza ferirli o ucciderli. Può passare solo pochi giorni senza nutrirsi prima che la fame la superi. Sebbene i Fae siano più forti degli umani e possano sopportare meglio il suo nutrirsi di loro, non sono immuni dall'essere prosciugati e Bo può renderli in coma o ucciderli. È la migliore amica di Kenzi ed è romanticamente coinvolta sia con Lauren che con Dyson. Quando la vita di Lauren è minacciata in " La morte non si addiceva a lui".", da lei emerse una personalità alternativa strana ed estremamente potente, che prosciugava il chi da più individui a una distanza di diversi metri, e lei dichiarò: "Posso essere più potente di tutti gli altri Fae. Tutti si inginocchieranno ai miei piedi. Non ci sarà più l'Oscurità e la Luce. Ci sarò solo io". Nella prima stagione, Bo ha finalmente incontrato sua madre naturale, Aife, anche lei una succube. Verso la fine della seconda stagione, ha appreso che Trick è suo nonno materno e che prende il nome da lei. nonna, Isabeau. Nella terza stagione, Bo è entrata volontariamente in una relazione monogama per la prima volta nella sua vita quando ha chiesto a Lauren di stare con lei. Nel finale della quinta stagione, si riunisce finalmente con Lauren come coppia.
- Dyson, interpretato da Kristen Holden-Ried: un lupo mutaforma e detective della omicidi nelle forze di polizia umane. Ha 1.500 anni, è molto forte, possiede un acuto senso dell'olfatto ed è molto ben informato sulla politica dei Fae. Un membro dei Fae della Luce, la sua vera fedeltà è a Trick piuttosto che ad Ash. Si è innamorato di Bo mentre aveva ordine di Trick di tenerla d'occhio, ed è il migliore amico di Hale, il suo partner detective dei Fae della Luce. Nel finale della prima stagione, ha involontariamente sacrificato il suo amore per Bo quando ha offerto il suo lupo alla Norn in cambio del fatto che lei avesse dato a Bo la forza per sconfiggere la sua madre omicida e maniacale, Aife; ma la Norna – che pretese il suo lupo la prima volta le chiese un favore in "Fratello Fae dei Lupi "- si rese conto che il suo lupo non era più ciò che apprezzava di più e prese invece il suo amore per Bo e la sua capacità di amare di nuovo chiunque altro, lasciandolo con il ricordo della loro relazione ma incapace di provare passione per lei. Ha fatto degli sforzi per rimanere amico di Bo, il che inizialmente era imbarazzante quando Bo non riusciva a capire perché fosse distante (fino a quando Bo non è venuto a patti con il suo distacco e ha dichiarato a Kenzi in "Can't See the Fae-Rest"" che la sua relazione con Dyson è finita). Dopo essersi riunito con il suo vecchio amore, Ciara, la loro relazione fu ostacolata dalla riluttanza di Dyson a rivelare il suo incontro con le Norn e ciò che aveva perso nello scambio; tuttavia, alla fine le ammise che offrì il suo lupo ma gli costò la capacità di amare chiunque. Questa capacità viene ripristinata dalle Norne dopo che Kenzi minaccia di mutilare e abbattere il suo albero sacro in "Into the Dark". Sebbene l'idea che un lupo si accoppi per la vita fosse attribuito alla sua relazione con Bo, in " End of a Line ", la strega voodoo Laveau ha detto a Dyson che la sua "prigione" (cioè il suo amore per Bo) era di sua creazione. Nella quinta stagione, viene rivelato che Dyson ha un figlio di nome Marco.
- Kenzi, interpretata da Ksenia Solo: un essere umano, migliore amica e aiutante di Bo, dichiarata "proprietà" e "animale domestico" di Bo per consentirle di partecipare alla società Fae. Ha suggerito a Bo di usare la sua neutralità e i suoi poteri ammalianti a suo vantaggio per diventare un investigatore privato , con lei come partner. Kenzi è scappata di casa in giovane età e ha vissuto a lungo per strada e sottoterra prima di incontrare Bo. Un piccolo criminale, un borseggiatore un po' compulsivo e un artista della truffa con una lunga fedina penale, parla correntemente il russo e possiede un'eccellente intelligenza di strada. Preferisce essere sottovalutata a prima vista e tende a mettere su una facciata di generica codardia, stupidità e inutilità per mimetizzarsi e tenersi fuori dai guai. La sua numerosa famiglia allargata, tutta la diaspora locale, fornisce un flusso costante di connessioni losche, fonti, servizi e altri "favori". Ha un vasto guardaroba di vestiti e parrucche per cambiare il suo aspetto a piacimento. Nonostante le loro differenze, lei e Bo divennero presto amici intimi, con Bo che scelse l'umanità piuttosto che i Fae in " È un mondo Fae, Fae, Fae, Fae".", dopo che Kenzi ha rischiato la vita per scoprire dove Bo era stata portata da Dyson e Hale, e ha chiamato Bo per aiutarla a liberarsi da un incantesimo a cui era stata sottoposta durante il processo per determinare il suo allineamento con la Luce o Clan oscuro. Kenzi e Hale sono diventati amici, con lei che spesso lo prendeva in giro o lo assisteva; e nella terza stagione si era anche affezionata a Vex. Il suo personaggio è il sollievo comico dello show e la fonte principale delle sue battute tipiche; e il suo furto è uno di questi . delle abilità speciali utilizzate più regolarmente nello spettacolo.
- Lauren, interpretata da Zoie Palmer: un'umana di proprietà di Ash come sua proprietà, serve come medico e scienziato per i Fae della Luce. È stata sedotta da Bo durante il loro primo incontro e quindi si è innamorata di lei. Ha una vasta conoscenza dei diversi tipi di Fae e delle loro abilità. Nella prima stagione, ha aiutato Bo a imparare a controllare i suoi poteri in modo da poter fare sesso sia con i Fae che con gli umani senza ferirli o ucciderli. Successivamente viene rivelato che aveva una ragazza umana, Nadia, che era caduta in coma cinque anni prima dopo aver contratto un misterioso virus mentre era con lei in Congo. In cambio della sua servitù, l'Ash offrì a Lauren l'accesso al laboratorio dei Fae della Luce e le risorse per trovare una cura per la condizione di Nadia. Lauren ha imparato da Lachlan in " Maschere", che è stata ingannata dal precedente Ash; ha ordinato a uno Sciamano dei Fae Oscuri di maledire Nadia mandandola in coma per assicurarsi che Lauren facesse tutto ciò che era in suo potere per trovare un antidoto alla febbre che stava uccidendo i Fae e poi l'ha trascinata nel Il clan della Luce. Dopo che Bo (all'insaputa di Lauren) rimosse la maledizione, Lauren e Nadia si riunirono; ma la loro relazione fu presto distrutta quando fu rivelato che Nadia era stata infettata dal Garuda e lui poteva controllare la sua mente e il suo corpo. costretto ad uccidere Nadia quando ha minacciato la vita di Lauren. In " Caged Fae", Bo chiese a Lauren di stare con lei in una relazione impegnata; tuttavia, delusa e sentendosi inadeguata nel soddisfare la natura succube di Bo, Lauren disse a Bo che aveva bisogno di una "pausa" dalla relazione. Lauren si allontanò dalla servitù per The Ash e la protezione dai Fae della Luce in seguito. In " Adventures In Fae-bysitting ", una parte del passato di Lauren viene rivelata e apprendiamo che il suo vero nome è Karen Beattie e che è una fuggitiva ricercata dall'International Criminal Offenses and Criminal Intelligence Bureau. " Rivolgiti alla Pietra", Lauren ha rivelato che aveva un fratello, erano inseparabili e avevano deciso insieme di "cambiare il mondo", ma la loro causa si era trasformata nel far saltare in aria gli oleodotti. Sapeva come costruire pipe bomb e le fece posizionare per suo fratello; tuttavia, un luogo avrebbe dovuto essere deserto ma non lo era e undici persone rimasero uccise nell'esplosione, cosa che la portò a fuggire, a cambiare la sua identità e a continuare a scappare da allora (secondo i dettagli nel manifesto dei ricercati dell'ICOCIB), l'incidente è avvenuto nel 1998, quando Lauren aveva 17 o 18 anni e parla correntemente spagnolo, francese e swahili).", Lauren sabotò il piano del dottor Isaac Taft di estrarre il DNA di Dyson e trasferire le cellule in lui in modo da diventare un Lupo-Mutaforma e trasformò invece Taft in un ibrido umano/Cabit, rendendolo una facile uccisione per Dyson. Da allora in poi scomparve. . In " Let the Dark Times Roll ", Bo e Lauren si riuniscono a una festa dei Fae oscuri. Lauren dice a Bo che è fuggita per salvarsi la vita dopo che gli Una Mens hanno iniziato a uccidere gli umani. I Fae oscuri (cioè la Morrigan) vengono a cercarli. per lei, offrendole rifugio, protezione e libertà di andare e venire a suo piacimento in cambio del lavoro per il clan. Rimasero amici, lasciandosi alle spalle le loro precedenti tensioni. In " End of Faes ", Bo chiese a Lauren di stare di nuovo insieme , come coppia. Nel finale della quinta stagione,si riunisce con Bo come coppia.
- Trick, interpretato da Rick Howland: il barista e proprietario dell'unico pub Fae in città, il Dal Riata , che è un terreno neutrale dove i membri dei clan Light e Dark Fae, possono socializzare e trovare liberamente santuario. Il trucco è molto potente; è un Saggio del Sangue e può alterare il destino scrivendolo con il suo sangue. Un tempo conosciuto come il Re del Sangue, ha forzato la tregua e ha scritto i decreti che hanno posto fine alla guerra tra i Fae della Luce e quelli dell'Oscurità, ed è in condizioni di parità con gli Anziani dei Fae. Rispetto agli altri Fae che disprezzano gli umani, è tollerante e spesso affezionato agli umani, scambiando persino il suo bene più prezioso per salvare la vita di Kenzi in "Food for Thought" .". Rispetta Lauren e quando necessario cerca la sua opinione e competenza su questioni che coinvolgono i Fae. Trick è estremamente riluttante a usare i suoi poteri del sangue in quanto ciò può avere conseguenze impreviste: in " Blood Lines ", la sua scrittura culmina in cui emergono gli istinti materni di Aife e le ha impedito di ferire e uccidere Bo, non solo lo ha lasciato indebolito e ferito dalla perdita di sangue, ma in " Lachlan's Gambit " ha detto a Lachlan che aveva risvegliato il Garuda. Verso la fine della seconda stagione, ha rivelato a Bo che lui è suo nonno materno.
- Hale, interpretato da K.C. Collins: una sirena e collega di Dyson nei panni di un altro detective dei Fae della Luce che lavora segretamente nelle forze di polizia umane. Può pacificare, controllare e uccidere sia gli umani che i Fae con il suo fischio; inoltre, con esso può curare il dolore e guarire le ferite. È il figlio del leader di una delle tre famiglie dei Fae della Luce più potenti e ricche, il Clan Zamora, ma nonostante lo status sociale della sua famiglia si fa strada nella vita, preferendo creare le proprie connessioni e la propria influenza (anche se permette Bo e Kenzi di usare i suoi contatti sociali di alta classe quando hanno bisogno di infiltrarsi in un evento Fae di alto livello). Hale divenne buon amico di Kenzi, con una corrente sotterranea di reciproca attrazione che si sviluppò gradualmente tra loro. Ha contribuito a salvare la vita di Kenzi usando il fischio della sua sirena per cauterizzare la sua ferita nel finale della seconda stagione. Nella terza stagione, è diventato il ruolo di Ash dopo la morte di Lachlan. Dopo aver chiesto la mano a Kenzi in " End Of A Line ", Hale muore proteggendola da Massimo.
- The Ash, interpretato da Clé Bennett: leader dei Fae della Luce. Vuole che Bo scelga l'allineamento con la Luce e ordina a Lauren di trovare un modo per distrarre Bo in modo da impedirle di attaccare e uccidere Vex, il che avrebbe potuto mettere a repentaglio la pace tra i clan Fae e dare alla Morrigan un motivo per giustiziare Bo. . Viene gravemente ferito in un tentativo di omicidio da parte della madre di Bo, Aife, e lasciato in uno stato comatoso con il supporto vitale alla fine della prima stagione.

## Episodi
| Stagione         | Episodi | Prima TV originale | Prima TV Italia |
| ---------------- | ------- | ------------------ | --------------- |
| Prima stagione   | 13      | 2010               | inedita         |
| Seconda stagione | 22      | 2011-2012          | inedita         |
| Terza stagione   | 13      | 2013               | inedita         |
| Quarta stagione  | 13      | 2013-2014          | inedita         |
| Quinta stagione  | 16      | 2014-2015          | inedita         |